# Ian Armstrong (Politiker)
Hon. Ian Morton Armstrong, AM, OBE (* 17. Juli 1937 in Australien; † 15. Dezember 2020 in Cowra, New South Wales) war ein australischer Politiker der National Party of Australia, der zwischen 1981 und 2007 mehr als 25 Jahre lang Mitglied im Parlament von New South Wales war, verschiedene Ministerämter bekleidete und von 1993 bis 1995 stellvertretender Premierminister von New South Wales war.

## Leben

### Unternehmer, Mitglied des Parlaments von New South Wales und stellvertretender Premierminister
Ian Morton Armstrong besuchte zwischen 1949 und 1953 das 1863 gegründete Newington College und trat danach in die Verwaltung des Familienunternehmens als Landwirt und Viehzüchter sowie Gestütszüchter von Schafen, Rindern und Pferden ein. In den folgenden Jahren war er Direktor einer Reihe von familienverbundenen ländlichen und Investmentgesellschaften und Trusts sowie Direktor einer öffentlichen Weintrauben-Projektgesellschaft, aber auch Wollmakler und lizenzierter Lager- und Stationsagent. Er engagierte sich als Fellow des Verbandes von Wirtschaftsmanagern (Australian Institute Company Directors) sowie in der Viehzucht als nationaler Vizepräsident und NSW-Vorsitzender der Cattlemans Union of Australia, als Mitglied des Cattle Council of Australia, als Schatzmeister der Australian Registered Cattle Breeders Association, als Vorsitzender der Jury der Australian Brahman Breeders’ Association. 1964 trat der er der Country Party, der heutigen National Party of Australia als Mitglied bei, war unter anderem Vorsitzender eines Ortsverbandes und wurde 1984 Mitglied des Zentralrates der National Party. Für seine langjährigen Verdienste in der Urproduktion wurde er 1978 Offizier des Order of the British Empire (OBE).
Am 19. März 1981 wurde Armstrong für die National Party erstmals Mitglied im Parlament von New South Wales und vertrat in der dortigen Legislativversammlung (NSW Legislative Assembly) bis zum 2. März 2007 mehr als 25 Jahre lang den Wahlkreis Lachlan und erzielte bei seinen Wiederwahlen mit 73,62 Prozent der Stimmen sein bestes Ergebnis bei der Wahl am 19. März 1988.
Ian Armstrong wurde am 4. April 1984 Nachfolger von Wal Murray als Deputy Leader of the NSW National Party und bekleidete die Funktion als stellvertretender Vorsitzender der National Party im Bundesstaat New South Wales bis zum 28. Juni 1993, woraufhin George Souris seine Nachfolge antrat. Am 25. März 1988 übernahm er in der Koalitionsregierung von Premierminister Nick Greiner von der Liberal Party of Australia erstmals Regierungsämter und wurde Minister für Landwirtschaft und ländliche Angelegenheiten (Minister for Agriculture and Rural Affairs). Dieses Ministeramt bekleidete er vom 24. Juni 1992 bis zum 26. Mai 1993 auch im Kabinett von John Fahey, dem Nachfolger Greiners als Premierminister. Im Kabinett Fahey fungierte er danach vom 26. Mai 1993 bis zum 4. April 1995 als stellvertretender Premierminister (Deputy Premier) und war in dieser Zeit außerdem in Personalunion Minister für Häfen (Minister for Ports) sowie Minister für öffentliche Arbeiten (Minister for Public Works).

### Vorsitzender der NSW National Party und Oppositionsjahre
Am 28. Juni 1993 löste Armstrong wiederum Wal Murray als Leader of the NSW National Party ab und bekleidete die Funktion als Vorsitzender der National Party von New South Wales bis zu seiner abermaligen Ablösung durch George Souris am 14. Januar 1999. Er engagierte sich ferner zwischen dem 1. März 1995 und dem 1. Dezember 1998 als Mitglied im Organisationskomitee für die Olympischen Sommerspiele 2000 in Sydney.
Nach der Niederlage der Liberal-Nationalen Koalitionsregierung bei den Wahlen am 25. März 1995 übernahm er zehn Jahre lang zahlreiche Funktionen im Schattenkabinett von John Fahey. Zunächst war er zwischen dem 10. April 1995 und dem 14. April 1999 als Shadow Minister for Rural Affairs, Shadow Minister for State Development sowie als Shadow Minister for the Olympics zuständig für ländliche Angelegenheiten, staatliche Entwicklung und die Olympischen Spiele. Daneben fungierte er vom 14. Januar bis zum 19. April 1999 als Shadow Minister for Infrastructure Development and Ports und damit als Verantwortlicher für infrastrukturelle Entwicklung und Häfen. Nach der neuerlichen Niederlage bei den Wahlen am 27. März 1999 war er im Schattenkabinett des Liberal-Nationalen Wahlbündnisses unter der liberalen  Oppositionsführerin Kerry Chikarovski zwischen dem 19. April 1999 und dem 2. April 2002 als Shadow Minister for Planning and Decentralisation und Shadow Minister for Regional Infrastructure and Development zuständig für Planung, Dezentralisierung, regionale Infrastruktur und Entwicklung. Anlässlich des 100-jähhrigen Jubiläums des Australischen Bundes wurde ihm 2001 die Centenary Medal verliehen.
Nachdem John Brogden am 28. März 2002 als Nachfolger von Kerry Chikarovski neuer Oppositionsführer wurde, fungierte Armstrong im liberal-nationalen Schattenkabinett vom 2. April 2002 bis zum 8. April 2003 als Shadow Minister for Agriculture und Shadow Minister for Racing und damit als Verantwortlicher für Landwirtschaft und Rennsport. Nach der neuerlichen Niederlage des liberal-nationalen Wahlbündnisse bei den Wahlen am 22. März 2003 übernahm er im Schattenkabinett von Oppositionsführer Brogden zwischen dem 8. April 2003 und dem 7. Februar 2005 die Posten als Shadow Minister for Sport and Recreation und Shadow Minister for Tourism und war damit zuständig für Sport, Freizeit und Tourismus. Nach dem Ausscheiden aus dem Parlament wurde er für seine Verdienste 2009 Mitglied des Order of Australia (AM). Aus seiner Ehe mit Jenny Armstrong gingen ein Sohn und eine Tochter hervor.